# Großhansdorf
Großhansdorf település Németországban, Schleswig-Holstein tartományban. Lakosainak száma 9436 fő (2023. december 31.). Großhansdorf Ahrensburg községgel határos.

## Népesség
A település népességének változása:
| Lakosok száma | 8109 | 9377 | 9292 | 9394 | 9498 | 9436 |
|               | 1975 | 2017 | 2019 | 2021 | 2022 | 2023 |